# Pierre Corneille
Pierre Corneille (født 6. juni 1606 i Rouen, død 1. oktober 1684 i Paris) var en fransk dramatiker. Han regnes som ophavsmanden til den klassiske franske tragedie. Hans måske mest fremstående værk er dramaet Le Cid fra 1636.
Corneille var jurist og arbejdede som embedsmand i Rouen til 1662, da han flyttede til Paris. I 1647 blev han medlem af Académie française.
Han begyndte som dramatiker med en serie komedier; den første, Melite blev opført i 1629. I valg af temaer skiller han sig ikke særligt fra sine forgængere, men udmærker sig frem for dem med en mere sindrigt spundet intrige.
Han var inspireret af spansk dramatisk litteratur. Hans drama Le Cid fra 1636 er inspireret af et værk af Guillén de Castro, og blev epokegørende for udviklingen af det franske drama. Det blev godt modtaget af publikum, men blev mødt af en vis kritik fra det nyligt (1635) stiftede Académie française. I årene som fulgte skrev Corneille det ene mesterværk efter det andet: tragedierne Horace (1639), Cinna (samme år) og Polyeucte (1640) samt komedien Le menteur (1642).